# موتوکی تاکاگی
موتوکی تاکاگی (انگلیسی: Motoki Takagi; ۴ اکتبر ۱۹۸۰ – ) صداپیشگی در ژاپن اهل ژاپن بود.